# Francesco Ruschi

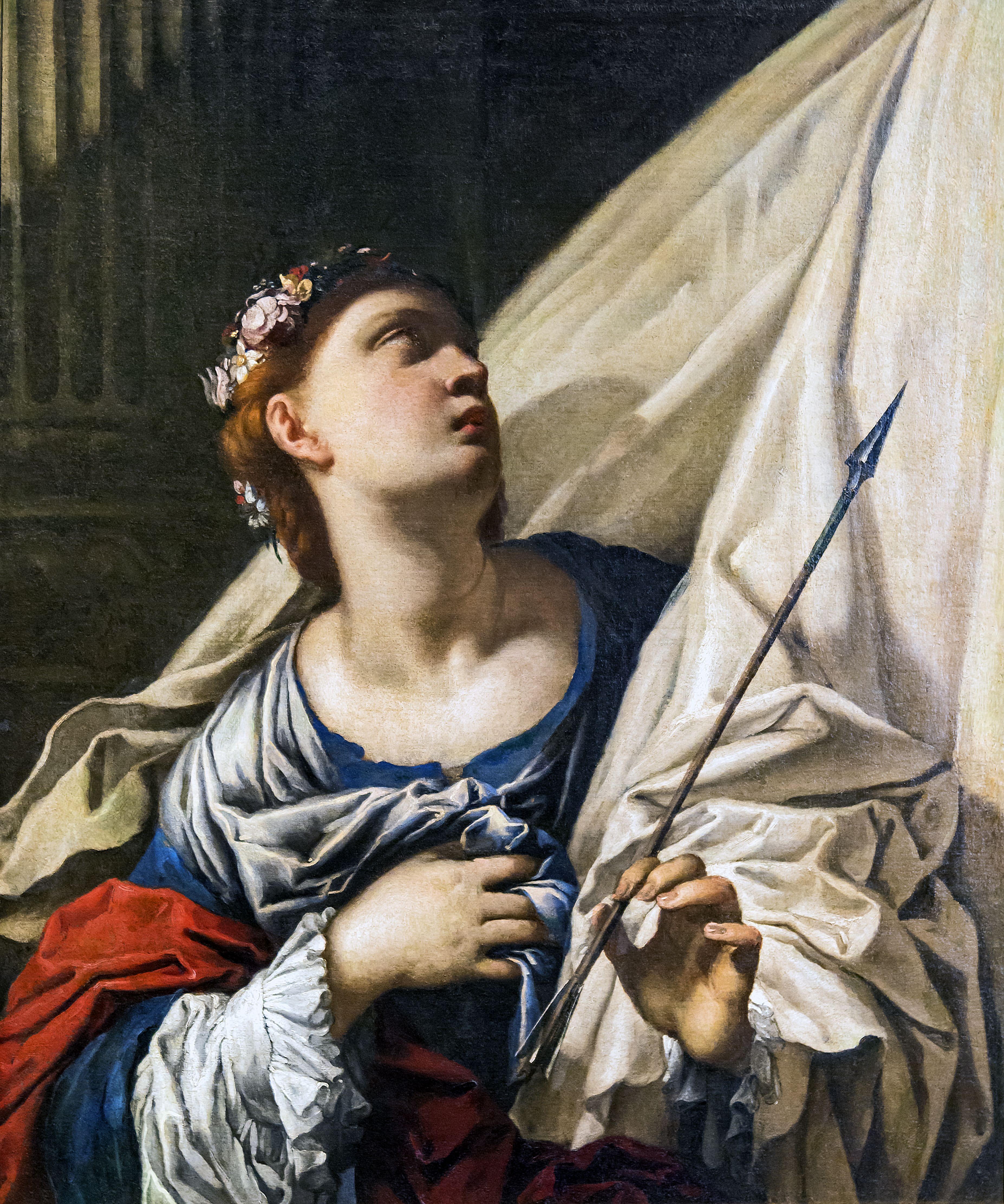
Santa Orsola Gallerie dell'Accademia

Francesco Ruschi (Roma, 1598 (circa) – Treviso, luglio 1661) è stato un pittore italiano.

## Biografia
Francesco Ruschi nasce a Roma agli inizi del XVII secolo dove frequenta la "Torretta", uno dei laboratori più attivi e popolari di Roma all'inizio del secolo e sotto la direzione di Giuseppe Cesari (Cavalier d'Arpino). Un elemento chiave della sua formazione è l'incontro con Caravaggio. Il suo trasferimento a Venezia è collocabile tra il 1620-1625; nella città lagunare contrae il primo matrimonio con Ludovica Lusi. Rimasto probabilmente vedovo avrà due figli da una seconda moglie di nome Virginia. A Venezia diventa subito una figura di rilievo, dando vita alla prima esperienza del neo veronismo. Ruschi impara molti concetti da Paolo Veronese creando così, attraverso la sua pittura, un mondo speciale, in cui prevalgono elementi architettonici e forti strutture decorative. Il lavoro di Francesco Ruschi avrà un'influenza notevole per Antonio Zanchi, suo più importante allievo.

## Venezia all'inizio del XVII secolo

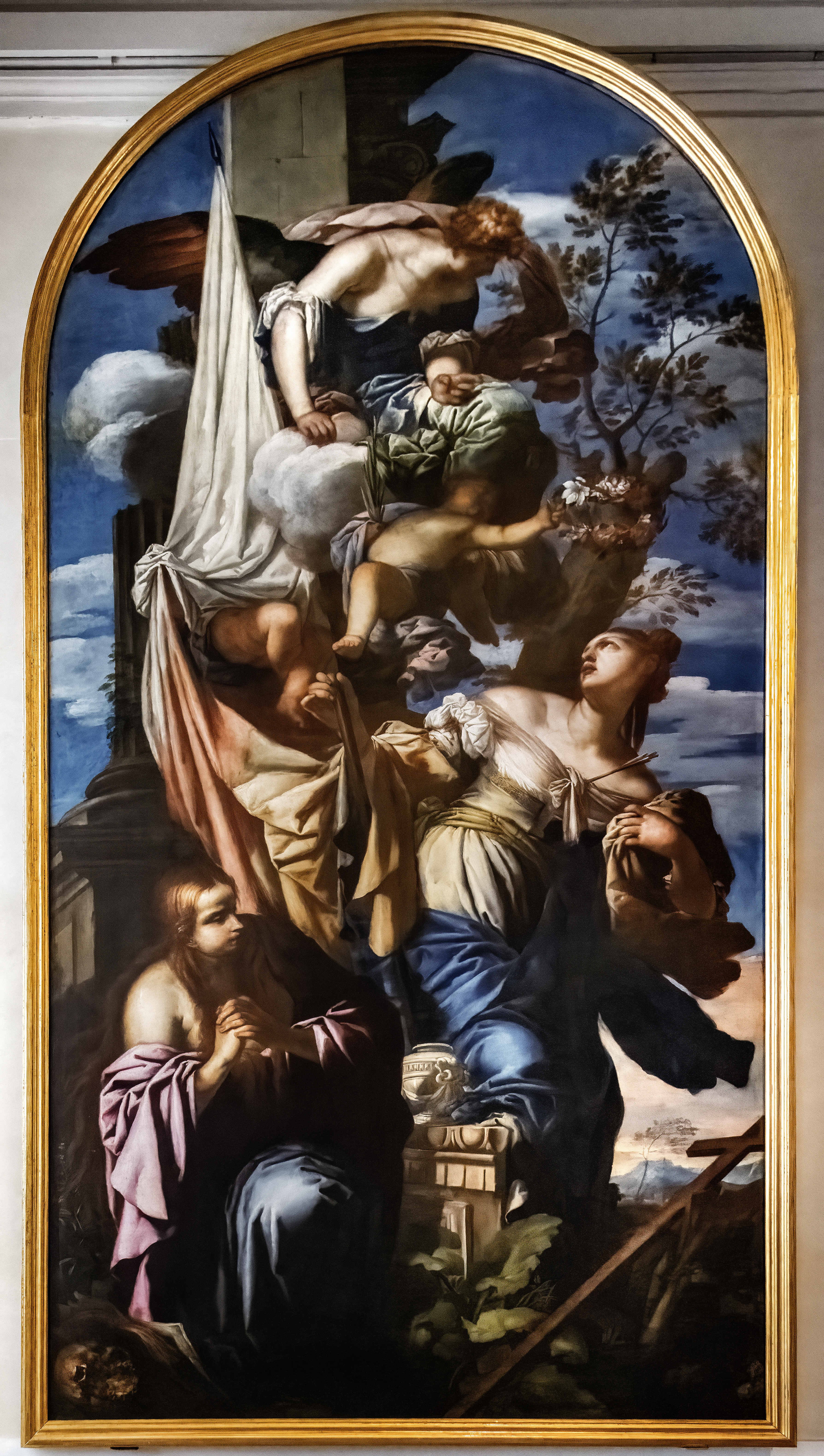
Sant'Orsola e Santa Maria Maddalena - Pinacoteca Egidio Martini Ca'Rezzonico Venzia

In questo periodo vi è l'inizio del declino della Repubblica ed è in questo contesto evolversi come artisti Padovanino, Francesco Ruschi, Pietro Liberi, Francesco Maffei, Giulio Carpioni, Luca Giordano e Sebastiano Ricci.
In questo periodo la pittura veneta, attraverso il repertorio della mitologia classica, esprime i messaggi etici e filosofici che esaltano Venezia come una repubblica ideale. Il programma culturale è una rinascita stilistica della pittura veneziana bloccata in una fase di stanchezza creativa.
Gli artisti della prima metà del XVII secolo, recuperano le tradizioni di colore e atmosfera tipica del loro predecessori del XVI secolo.La storia dell'arte determina due linee tematiche specifiche in questo momento: una che tende verso argomenti di intrattenimento puro, trattati con raffinata sensualità e l'altra dedicata a una pittura di storia.